# Berg-Glasschnecke
Die Berg-Glasschnecke (Hessemilimax kotulae, Syn.: Semilimax kotulae) ist eine „Halbnacktschnecke“ aus der Familie der Glasschnecken (Vitrinidae), die zu den Landlungenschnecken (Stylommatophora) gerechnet wird. Die Tiere können sich nicht mehr ganz in das kleine Gehäuse zurückziehen. Hessemilimax kotulae ist die Typusart und einzige Art der Gattung Hessemilimax Schileyko, 1986.

## Merkmale
Das rechtsgewundene Gehäuse ist sehr flach ohrförmig oder auch breit-eiförmig. In der Seitenansicht ist es sehr flach und das Gewinde ist nicht zu sehen, ja sogar leicht eingetieft. Es hat eine Breite von 4,3 bis 6 mm. Es sind 1,75 bis 1,8 Windungen vorhanden; die letzte Windung verbreitert sich sehr rasch. An der Mündung nimmt die Endwindung etwa drei Viertel des Gesamtdurchmessers ein. Die Windungen sind oben sehr flach, entsprechend ist die Naht nur schwach ausgeprägt. Auf der Unterseite sind die Windungen offen, es gibt daher im Grunde keine Gehäuseunterseite. Die Mündung steht sehr schief bzw. ist fast waagrecht. Der Hautsaum am Basal- und Spindelrand der Mündung ist sehr breit. Er erstreckt sich spiralig sehr weit nach hinten. Dadurch sind alle Windungen sichtbar.
Die Schale ist sehr dünn und zerbrechlich. Sie ist durchscheinend und farblos bis leicht grünlich. Der Protoconch ist im Wesentlichen glatt mit vielen, regelmäßig angeordneten Reihen von sehr kleinen Grübchen. Die Oberfläche des Teleoconchs weist sehr feine Anwachsstreifen und stellenweise eine schwache Runzelung auf, ansonsten ist die Oberfläche glatt und stark glänzend.
Der Weichkörper ist einheitlich grau, der Mantel vor dem Gehäuse sehr breit; er erstreckt sich bis auf den Nacken. Ausgestreckt ist das Tier 12 bis 15 mm lang. Es kann sich nicht mehr in das Gehäuse zurückziehen. Der lange und schmale Mantellappen bedeckt den Apex bzw. bedeckt fast das gesamte Gehäuse. Von der schlitzförmigen Atemöffnung verläuft eine Mantelrinne auf den Rücken. Die Sohle zeigt in Längsrichtung eine Dreiteilung. Die äußeren Felder sind dunkler gefärbt als das mittlere Feld. Die Radula hat 47 Elemente pro Querreihe, der mittlere Zahl ist dreispitzig, die Seitenzähne zweispitzig und der Randzahn einspitzig.
Im zwittrigen Geschlechtsapparat ist die Eiweissdrüse (Albumindrüse) vergleichsweise klein und kugelig. Der Eisamenleiter (Spermovidukt) ist länglich, der untere Teil ist aufgebläht. Im männlichen Trakt des zwittrigen Geschlechtsapparates ist der Samenleiter mäßig lang. Er verläuft unter der Penishülle und dem Penis entlang und dringt subapikal in den Penis ein. Der Penis ist vergleichsweise lang und schlank. Der Penisretraktormuskel setzt subapikal neben der Einmündung des Samenleiters am Penis an. Das andere Ende des Muskels beginnt am Diaphragma, verläuft vor dem rechten optischen Nerv und unter dem rechten Augenträgerretraktormuskel.
Im weiblichen Teil des Geschlechtsapparates ist der freie Eileiter (Ovidukt) kurz. Die Vagina ist vergleichsweise sehr kurz, da die Spermathek fast auf gleicher Höhe wie die Vagina in das breite Atrium mündet. Die Spermathek besitzt einen kurzen Stiel, der an der Basis verbreitert und dickwandig ist. Die Blase ist eiförmig.
Das Sarcobelum (auch Stimulator) ist ein großes blindsackartiges Gebilde, das durch eine starke Einschnürung in zwei Abschnitte gegliedert ist. Penis, Sarcobelum und Vagina münden in etwa auf gleicher Höhe in das lange Atrium.

## Ähnliche Arten
Das Gehäuse ähnelt dem der Weitmündigen Glasschnecke (Semilimax semilimax), letztere hat aber ein erhabenes, wenn auch sehr flaches Gewinde. Auf der Unterseite ist der Hautsaum breiter und reicht in einer Spirale viel weiter nach hinten. Die Oberfläche des Gehäuses der Berg-Glasschnecke ist glatter und glänzt mehr als das Weitmündigen Glasschnecke (Semilimax semilimax).

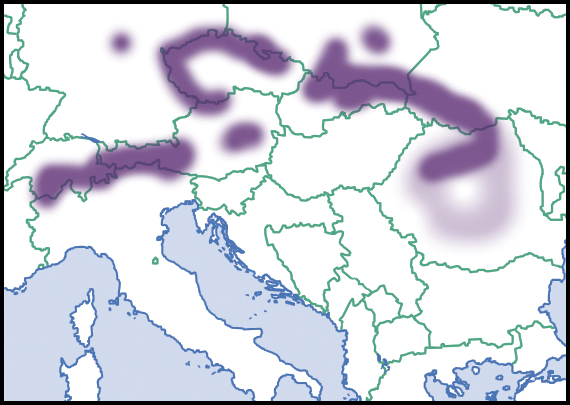
Verbreitung der Art (nach Welter-Schultes, 2012)

## Geographische Verbreitung und Lebensraum
Das Verbreitungsgebiet der Art erstreckt sich von den schweizerischen Alpen (Wallis, Waadt), über die bayerischen und österreichischen Alpen mit Lücken zu den Karpathen. Isolierte Vorkommen gibt es im Böhmerwald, Fichtelgebirge, Erzgebirge und Sudeten sowie im Lysa Gora-Gebirge in Mittelpolen.
Die Tiere leben sehr versteckt in kühlen, feuchten, schattigen Standorten in Wäldern unter Steinen, im feuchten Moos und der Bodenstreu. In der Schweiz steigt die Art bis auf 2.600 m über Meereshöhe an. Dort lebt sie unter den Zwergbüschen im Moos oder auf Almwiesen unter Steinen. In den Alpen ist sie unter 1.300 m nur selten zu finden. In den Mittelgebirgen kommt sie von etwa 500 m bis in die höchsten Lagen vor.

## Lebensweise
Über den Lebenszyklus ist wenig bekannt. Lothar Forcart fand in der Schweiz in den Monaten August und September (nur) erwachsene Exemplare, was auf einen jährlichen Zyklus hindeuten würde.

## Taxonomie
Das Taxon wurde 1883 von Carl Agardh Westerlund als Vitrina Kotulae aufgestellt. Es ist die Typusart und einzige Art der Gattung Hessemilimax Schileyko, 1986. Während MolluscaBase die Gattung Hessemilix als gültig anerkennt, führt Welter-Schultes die Art unter der Gattung Semilimax Stabile, 1859.

## Gefährdung
Nach Vollrath Wiese ist der Gefährdungsgrad unbekannt. In Sachsen scheint sie nicht gefährdet zu sein. In Bayern ist sie vom Aussterben bedroht und in Österreich gilt sie als gefährdet. In der Schweiz ist die Art dagegen nicht gefährdet. Nach der Einschätzung der IUCN ist der Bestand der Art ungefährdet.

## Anmerkung
1. ↑  Lothar Forcart schreibt sogar ausdrücklich, eine Vagina fehlt.